# Беленькая (нижний приток Казённого Торца)
Беленькая или Беленькая II (укр. Біленька) — правый приток реки Казённый Торец, расположенный на территории Краматорского района Донецкая область, Украина.

## География
Длина — 19 км. Площадь бассейна — 189 км². Русло реки (отметки уреза воды) в среднем течении (при слиянии ручьёв, юго-западнее посёлка Василевская Пустошь) находится на высоте 89,0 м над уровнем моря. Долина нижнего течения сильно изрезана ярами и промоинами, также есть и другие участки расчленённой долины. Есть пруды и водохранилище (севернее посёлка Василевская Пустошь).
Берёт начало от трёх ручьёв на территории Славянского района, которые доходят до канала Северский Донец — Донбасс: 1) восточнее села Никоноровка, 2) восточнее села Малиновка, 3) восточнее села Тихоновка. Река течёт на запад, северо-запад. Впадает в Казённый Торец (на 34-м км от её устья) в северо-восточной части пгт Ясногорка — непосредственно севернее предприятия Энергомашспецсталь.
В долине нижнего течения (севернее пгт Беленькое) расположен региональный ландшафтный парк Краматорский, в долине среднего течения (севернее села Першомарьевка) — урочище Змеиная гора.
Притоки: (от истока к устью) 
Населённые пункты  (от истока к устью):
Краматорский городской совет
1. Беленькое
2. Краматорск
3. Ясногорка

На левом ручье расположены Тихоновка, Васютинское и Першомарьевка. Севернее села Першомарьевка левый и центральный ручьи сливаются. На центральном ручье расположены Малиновка и Першомарьевка; впадает балка Круглый Яр. Далее впадает правый ручей — юго-западнее посёлка Василевская Пустошь. На правом ручье расположены Никоноровка и Василевская Пустошь; впадает балка Чагарь.